# Alquézar

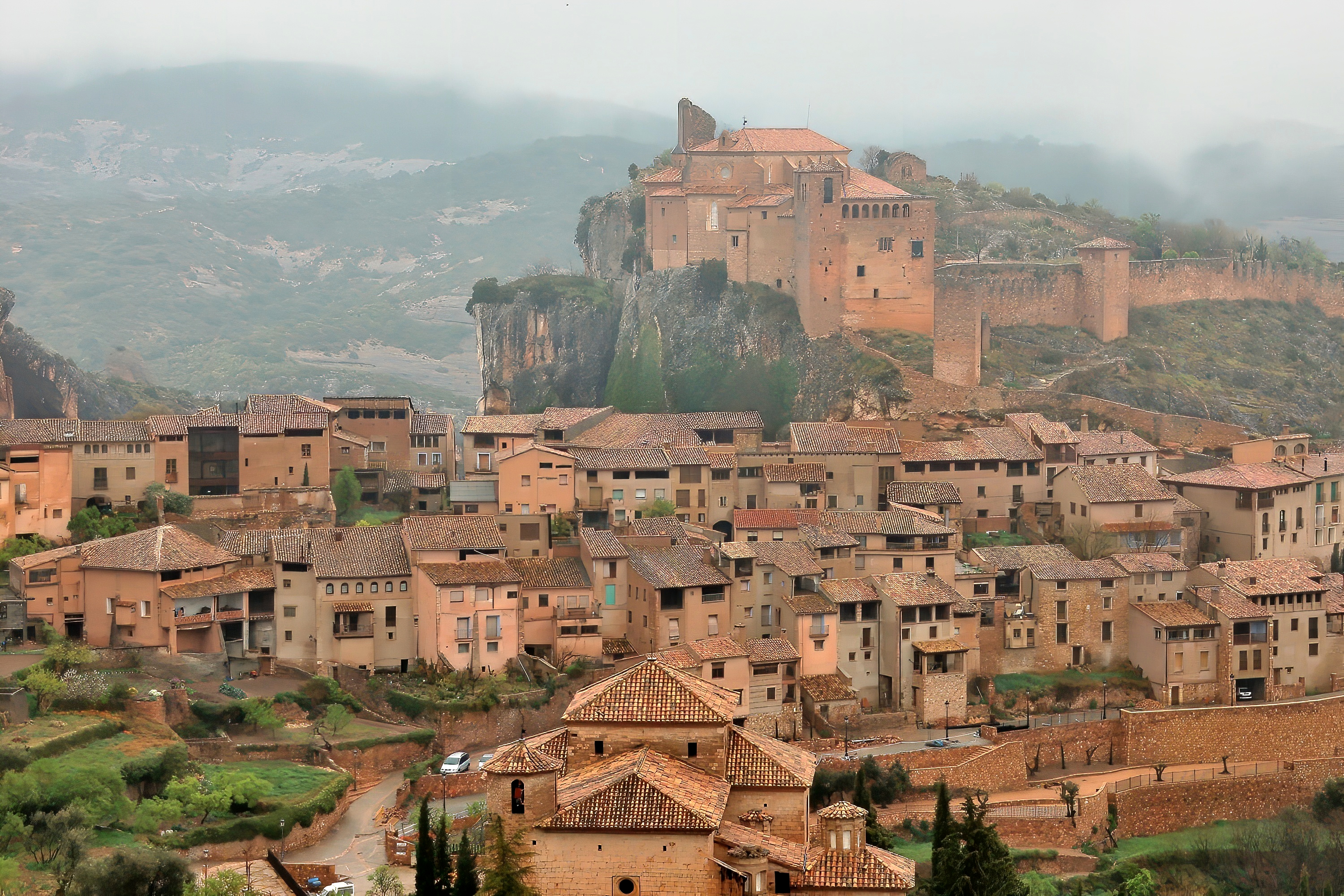
Alquézar: Ortsansicht

Alquézar (aragonesisch Alquezra) ist ein nordspanischer Ort und eine Gemeinde (municipio) in der Provinz Huesca in der Autonomen Gemeinschaft Aragón. Der alte Ortskern wurde als Kulturgut (Bien de Interés Cultural) in der Kategorie Conjunto histórico-artístico eingestuft.

## Lage
Alquézar liegt auf einer felsigen Anhöhe in den südlichen Ausläufern der Pyrenäen (Sierra de Guara) am Ausgang einer Schlucht des Río Vero knapp 50 km (Fahrtstrecke) östlich von Huesca. Das mittelalterlich anmutende Städtchen Aínsa liegt etwa 30 km nördlich, wobei jedoch ein Umweg über Barbastro genommen werden muss, welcher die Fahrtstrecke deutlich verlängert.

## Bevölkerungsentwicklung
| Jahr      | 1857 | 1900 | 1950 | 2000 | 2024 |
| Einwohner | 878  | 826  | 403  | 310  | 338  |

Die Reblauskrise im Weinbau und die Mechanisierung der Landwirtschaft haben im 20. Jahrhundert zu einer Landflucht und zu einem starken Bevölkerungsrückgang geführt.

## Wirtschaft
Traditionell sind Landwirtschaft, Handwerk und Handel von größter Bedeutung für das Wirtschaftsleben der kleinen Gemeinde. Infolge der rapide zunehmenden Mechanisierung der Landwirtschaft in der zweiten Hälfte des 20. Jahrhunderts sind viele Arbeitsplätze entfallen. Dafür kam der Tourismus – insbesondere die Vermietung von Ferienwohnungen – als Einnahmequelle der Stadt hinzu.

## Geschichte
Bereits im 9. Jahrhundert ließ Jalaf ibn Rashid, der die Provinz Huesca im Auftrag seines Herrn, des Emirs von Saragossa, kontrollierte, auf der felsigen Anhöhe eine Festung (arab. al-kasr) erbauen, die jedoch im Zuge der Rückeroberung (reconquista) und Wiederbesiedlung (repoblación) der Gegend zerstört wurde. Alquézar selbst wurde im Jahr 1067 (evtl. auch 1065) von Sancho Ramírez erobert und gehörte fortan zur Krone von Aragón, später dann zum Königreich Spanien.

## Sehenswürdigkeiten
- Der alte Ortskern mit seinen engen Gassen ist für viele Besucher die Hauptattraktion des Ortes. Hier finden sich sowohl Häuser aus Natursteinmauerwerk als auch aus Ziegelsteinen, deren Obergeschoss teilweise auf Stützen ruht, die durch mächtige Holzarchitrave miteinander verbunden sind.

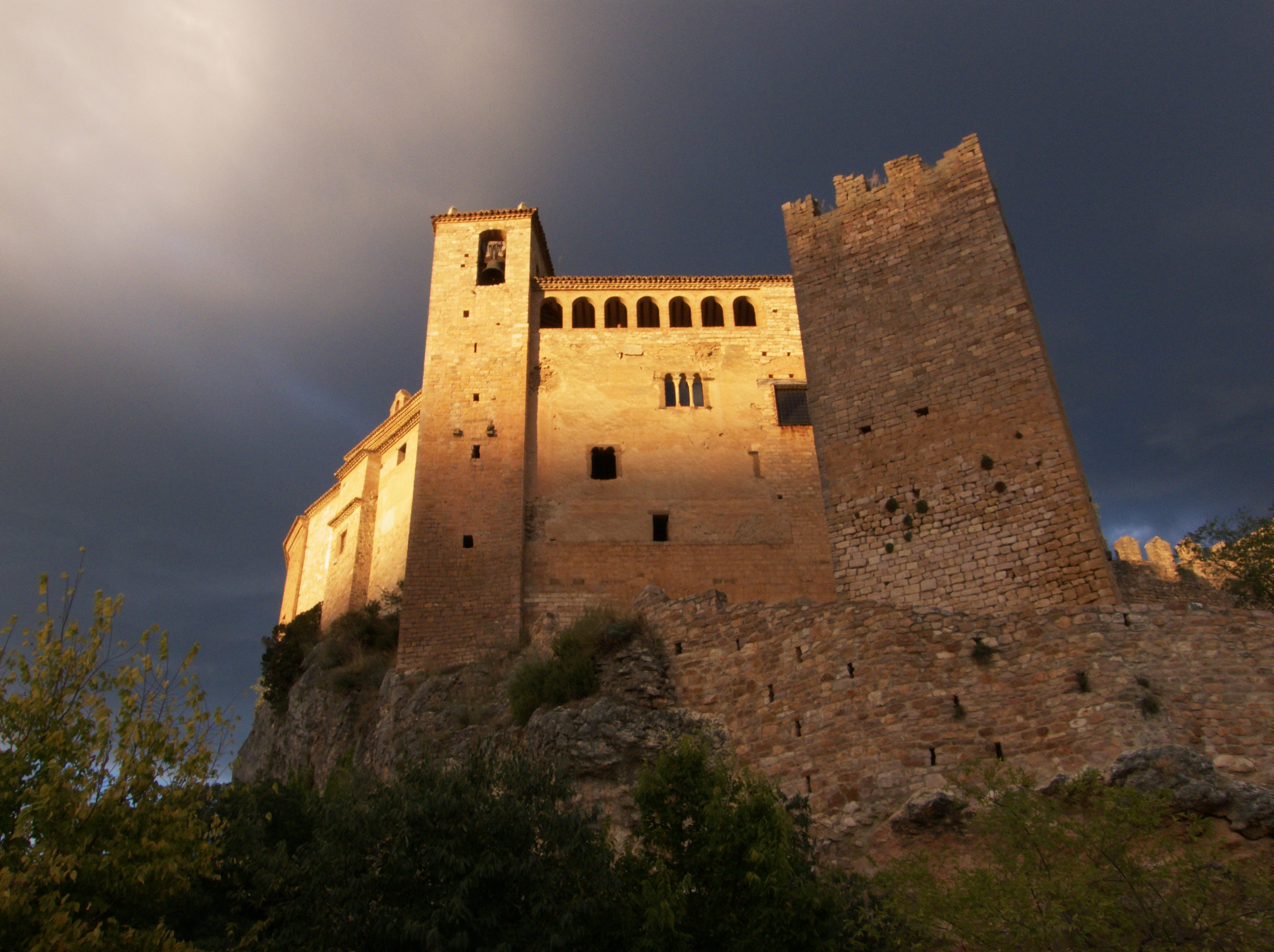
Colegiata Santa María la Mayor

- Die im Äußeren einen ausgesprochen wehrhaften Charakter (Wehrkirche) dokumentierende Kollegiatkirche (Colegiata de Santa María la Mayor) steht auf der höchsten Erhebung des Ortes an der Stelle der ehemaligen maurischen Festung, in deren Räumlichkeiten sich bereits im 11. Jahrhundert christliche Einsiedlermönche eingenistet hatten, die sich im 13. Jahrhundert dem Augustinerorden anschlossen. Eine erste Kirche wurde gebaut, die im 16. Jahrhundert zu der heute sichtbaren einschiffigen, aber mit mehreren Seitenkapellen versehenen Kirche umgebaut wurde. Diese beeindruckt durch ihr hohes Rippengewölbe mit unterschiedlich gestalteten Sternmotiven und durch ein barockes Altarretabel. Der nach Süden anschließende trapezförmige Kreuzgang (claustro) stammt aus dem 14. Jahrhundert, enthält jedoch noch mehrere ‚primitive‘ aber ausdrucksstarke romanische Kapitelle mit nur teilweise deutbaren Szenen und Figuren – die Opferung Isaaks ist jedoch zu erkennen. Die Freskenmalereien an den Wänden des Kreuzgangs wurden im 15./16. Jahrhundert angebracht – sie zeigen zumeist neutestamentliche Szenen. Das im Obergeschoss des Kreuzgangs befindliche Museum präsentiert Altarretabel und andere religiöse Kunstwerke aus der Zeit des späten Mittelalters bis in die Barockzeit.

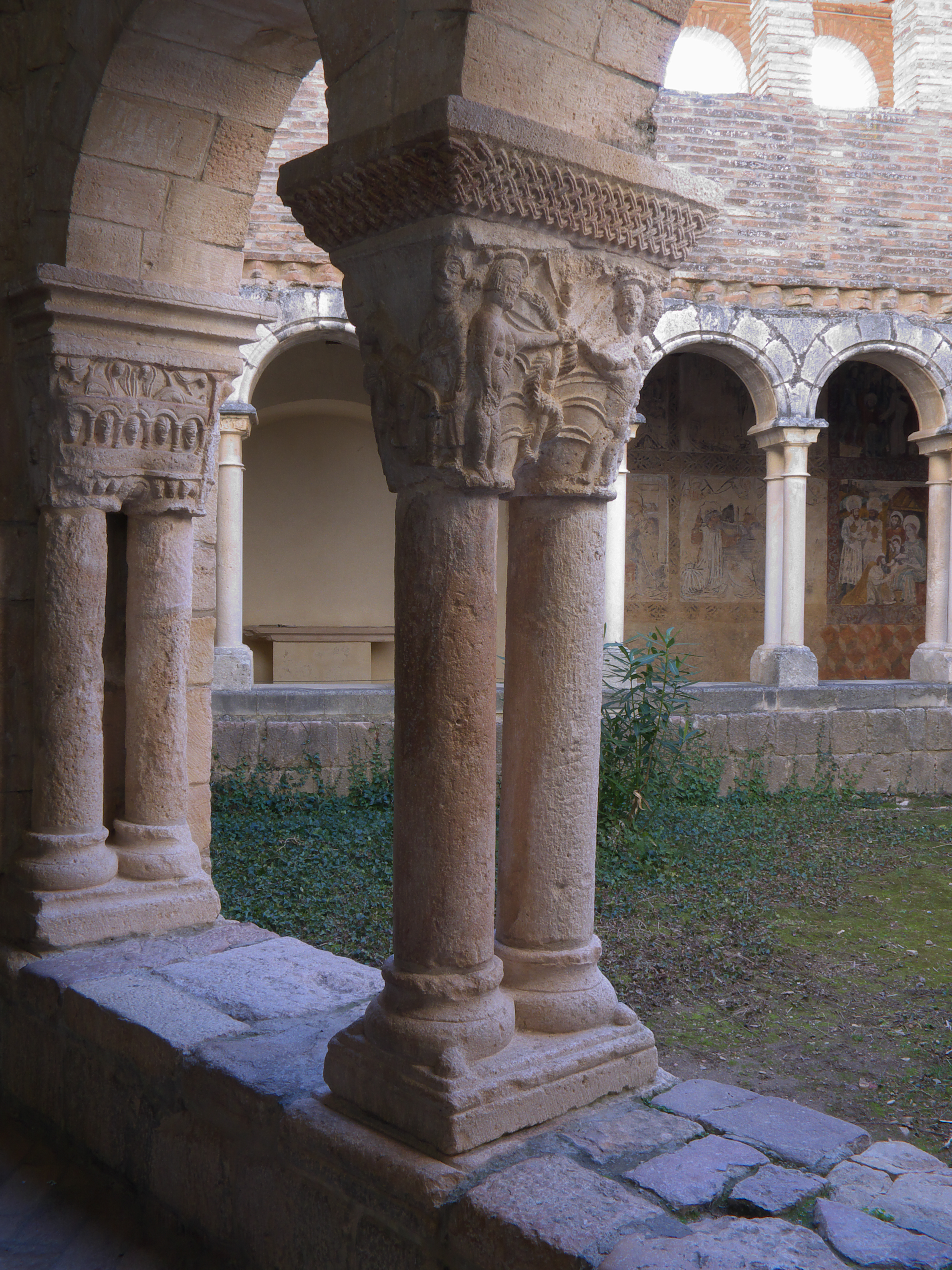
Kreuzgang mit Kapitellen und Malereien
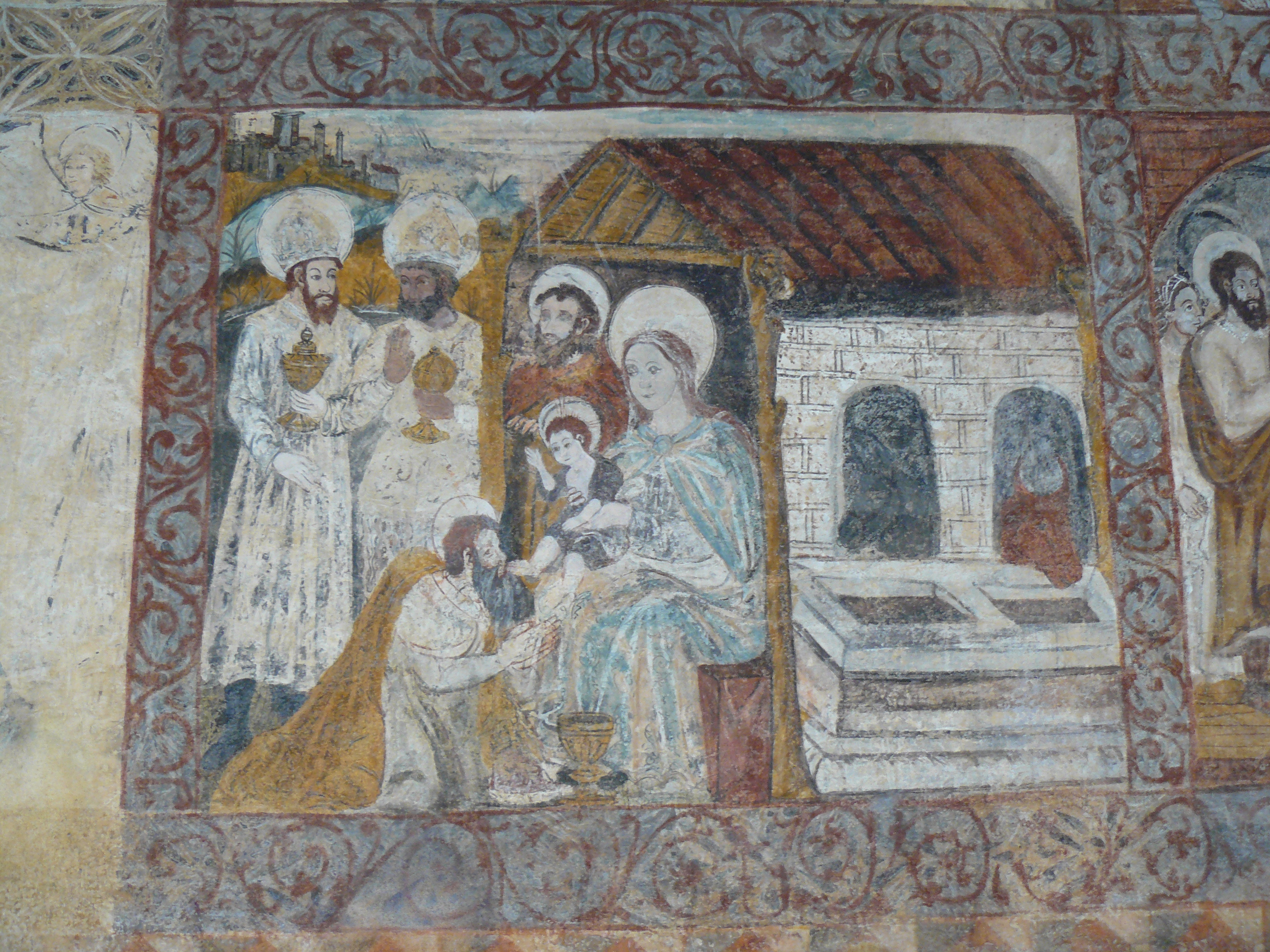
Anbetung der Könige
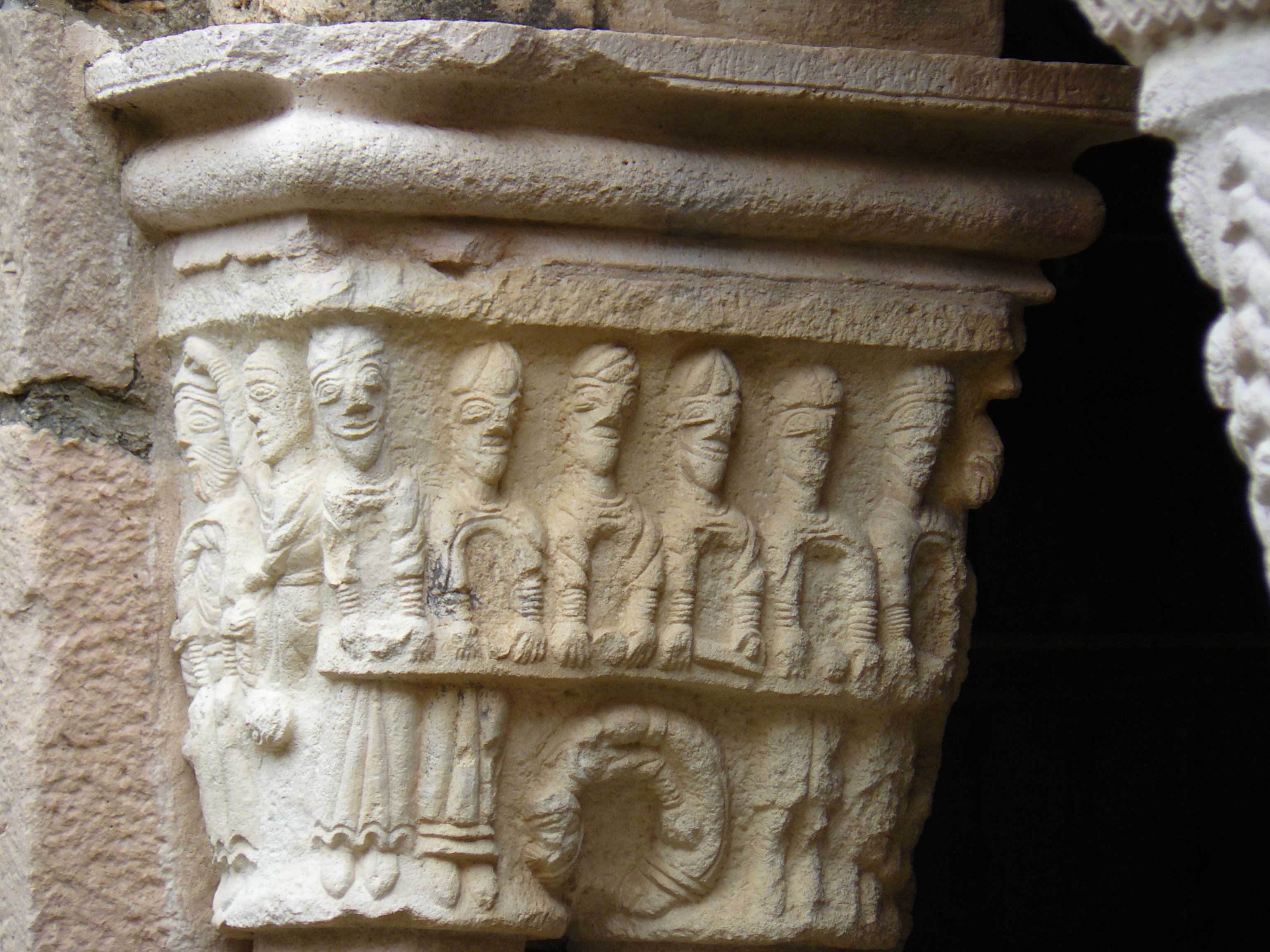
Tischgesellschaft
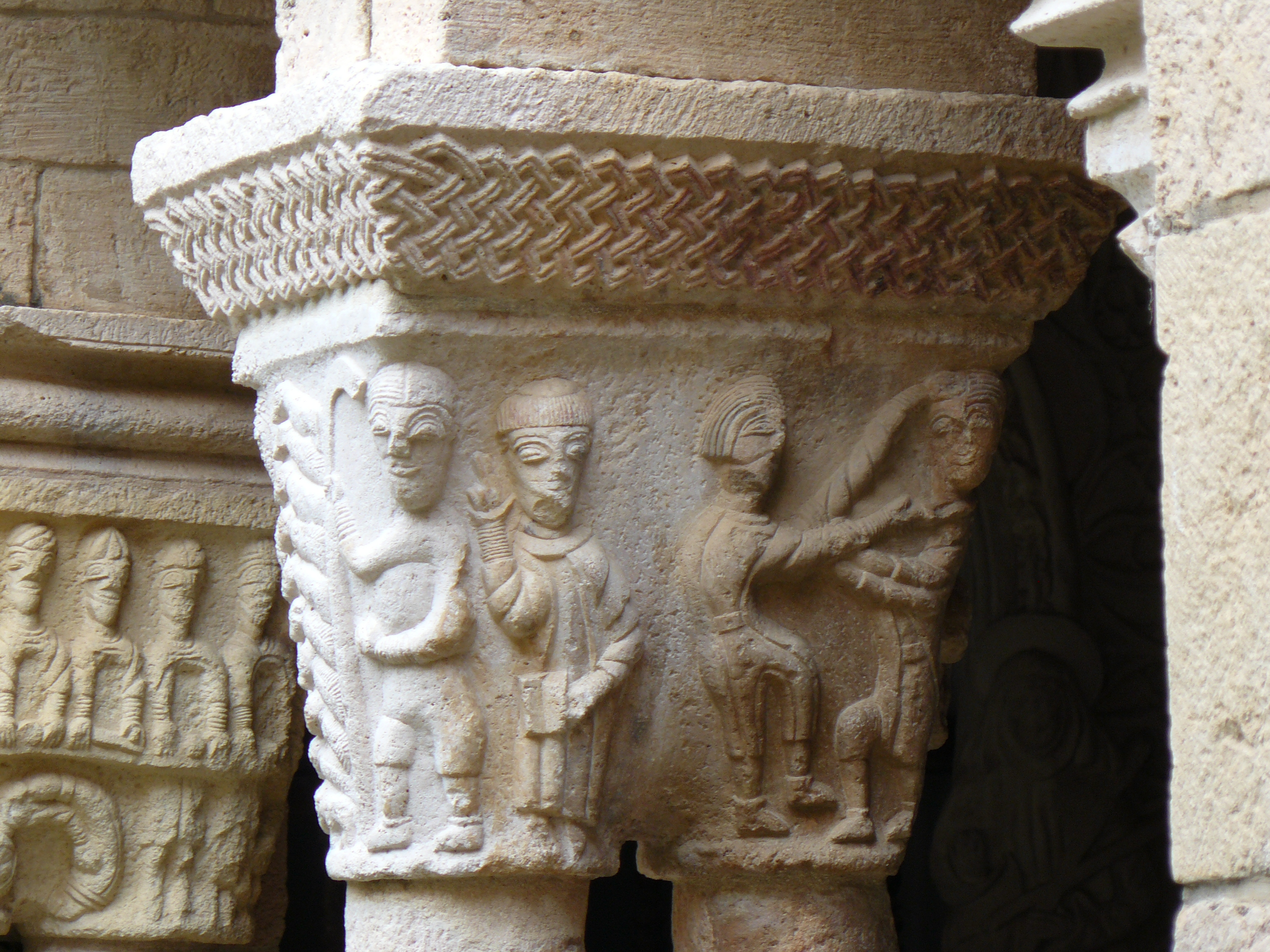
Streitende Ritter und mahnender Mönch

- Unterhalb der Kirchenfestung steht die Pfarrkirche San Miguel, die in den Jahren 1681–1708 erbaut wurde. Die dreischiffige Kirche zeigt außen wie innen eine schlichte und strenge Barockarchitektur, die auf Stein- oder Stuckdekor völlig verzichtet. Das Innere wurde früher durch verschiedene kleinere Retabel aufgelockert, die jedoch nahezu vollständig in der Zeit des Spanischen Bürgerkriegs zerstört wurden. Die heute an den Wänden zu sehenden Bilder sind von durchaus mittelmäßiger Qualität.
- Ein kleines Museum zur Volkskunde (Museo etnológico Casa Fabián) zeigt diverse Ausstellungsstücke zu den landwirtschaftlichen und handwerklichen Techniken früherer Zeiten.

UmgebungDurch Teile der nur etwa 300 Meter von Alquézar entfernten Schlucht des Río Vero verläuft ein gut ausgeschilderter, in Teilen jedoch durchaus schwieriger Wanderweg (Pasarelas del Vero).